# 미슐린 베르나르
미슐린 베르나르(프랑스어: Micheline Bernard, 1955년 5월 15일 ~ )는 캐나다의 배우이다.
퀘벡에서 태어났으며 퀘벡 드라마 콩세르바투아르(Conservatoire d'art dramatique de Québec)의 1977년 졸업생이다.

## 출연 작품
- 20h17 rue Darling (2003)
- 맹세코 난 아니야! (2008, C'est pas moi, je le jure!)
- 마티아스와 막심 (2019) - 프란신 역